# 横水镇 (宝鸡市)
横水镇，是中华人民共和国陕西省宝鸡市凤翔区下辖的一个乡镇级行政单位。

## 行政区划
横水镇下辖以下地区：
横水村、北务村、玉祥村、东塬村、白村、西方村、康家庄村、洛村、何家村、齐家村、唐志庄村、南广耀村、尹家坞村和火星庙村。